# 尊厳の複数
尊厳の複数（そんげんのふくすう、羅: Pluralis Majestatis（プルーラーリス・マーイェスターティス）、英: Royal We/Majestic Plural）は欧州言語で国王などの高位身分にある者が自らを指す場合に代名詞として一人称単数でなく一人称複数を用いることをいう。君主や貴族や高位聖職者などの人々は、個人の立場ではなく国民や領民のリーダーとしての公的な立場で発言する場合、自分のことを一人称複数で話すことがある。また信任状などの外交文書において、君主から他の君主に宛てて書く場合は一人称単数を用いるが、共和国の大統領などに宛てて書く場合は一人称複数を用いることがある。
尊厳の複数は後に二人称にも影響し、欧州言語で複数代名詞を二人称単数の敬称として用いられるようになった。例えば英語のyouは尊厳を込めた二人称複数であったが（二人称単数はThou、二人称複数はye）現在では単複同形となった。フランス語のvousは本来二人称複数だが二人称単数の敬称としても使われる。ドイツ語のsieは三人称複数であったが二人称単数の敬称としても使われる (ただしSieと頭を大文字にすることで区別する) 。